# William Barr
William Pelham (Bill) Barr (New York, 23 mei 1950) is een Amerikaanse jurist, ambtenaar en politicus. Hij is lid van de Republikeinse Partij en was minister van Justitie van 1991 tot 1993 in het kabinet-George H.W. Bush. Sinds 14 februari 2019 was hij opnieuw minister van Justitie, ditmaal onder president Donald Trump. Op 15 december 2020 kondigde Trump zijn vertrek als minister aan.

## Loopbaan

### Afkomst, opleiding, en carrière
Bill Barr werd geboren in New York als zoon van Mary en Donald Barr, leden van de faculteit van Columbia-universiteit. Hij groeide op aan de Upper West Side en bezocht de Corpus Christi School en de Horace Mann School. Hij verwierf zijn bachelorgraad in bestuursrecht in 1971 en zijn mastergraad in bestuursrecht en Chinese studies in 1973, beide aan de Columbia-universiteit. Zijn Juris. Doc. behaalde hij honoris causa in 1977 aan de George Washington University Law School.

### Barr en president Ronald Reagan
Van 1973 tot 1977 werkte Barr bij de CIA. Hij was klerk bij rechter Malcolm Wilkey van het federale Hof van Beroep voor het District van Columbia Circuit van 1977 t/m 1978. Van 1982 tot 1983 was hij werkzaam bij de Staf voor Binnenlands Beleid van het Witte Huis onder president Reagan. Hij was eveneens gedurende negen jaar werkzaam bij het advocatenkantoor Shaw, Pittman, Potts & Trowbridge.

### Departement van Justitie
In 1989, aan het begin van zijn ambtsperiode, benoemde president George H.W. Bush Barr tot assistent-Algemene Aanklager op het departement van Justitie, bij de directie voor Juridische Raadgeving, een onderdeel dat juridische adviezen uitbrengt aan de president en uitvoerende diensten.
Barr werd bekend als een uitgesproken verdediger van de macht van de president. Zo schreef hij opiniestukken, die de invasie van Panama door de Verenigde Staten en de arrestatie van dictator Manuel Noriega verdedigden. Ook publiceerde hij de controversiële opinie dat de FBI zonder toestemming van betrokken overheden vreemde bodem zou kunnen betreden om daar vluchtelingen aan te houden, die door de VS worden verdacht van terrorisme of drugshandel.
In mei 1990 werd Barr benoemd tot plaatsvervangend minister van Justitie, de officieel verantwoordelijke autoriteit voor het dagelijks management van het departement. Volgens de media werd hij overwegend geprezen voor zijn professionele management van het departement.

### Minister van Justitie (1991–1993)
In de loop van augustus 1991, toen minister Richard Thornburg ontslag nam om campagne te voeren voor lidmaatschap van de Senaat, werd Barr benoemd tot fungerend minister van Justitie. Drie dagen nadat hij deze positie had aanvaard, gijzelden 121 Cubaanse gevangenen, die als extreem gewelddadige misdadigers hun uitzetting naar Cuba te wachten stond, negen gijzelaars in de federale Talladega-gevangenis. Barr dirigeerde het Hostage Rescue Team  van de FBI naar de gevangenis, hetgeen tot gevolg had dat alle gijzelaars levend werden bevrijd.

#### Voordracht en bevestiging
Uit de media kwam naar voren dat president Bush zeer onder de indruk was van Barrs geslaagde aanpak van de gijzelingscrisis. Enkele weken later droeg de president hem voor als zijn kandidaat voor de leiding van het ministerie van Justitie. Zijn aanstelling ontmoette tijdens de hearing in de Juridische Commissie van de Senaat zowel van Democratische als van Republikeinse zijde een welwillende reactie.
Gevraagd of hij vond dat abortus onder het grondwettelijk recht van privacy valt, antwoordde Barr dat de grondwet volgens hem in oorsprong geen "recht op abortus" creëert, dat de jurisprudentie van de zaak Roe v. Wade dus op een verkeerd besluit rust, en dat de bevoegdheid van het onderwerp abortus zou moeten toekomen aan het wetgevende orgaan van iedere afzonderlijke staat. Senator Joe Biden, voorzitter van de Juridische Commissie, antwoordde - ondanks dat hij van mening verschilde met Barr - dat dit het meest eerlijke antwoord was dat hij ooit van een genomineerde had gehoord, omdat het gewoonlijk wordt ontweken. Zijn voordracht voor het ambt werd unaniem door de Senaatscommissie bevestigd. Biden prees Barr als "een voorbeeld van terugkeer naar de dagen dat we ministers van Justitie hadden 'die aanspreekbaar waren'".

#### Profiel
De media typeerden Barr als streng conservatief. The New York Times beschreef het "centrale thema" van zijn ambtsperiode als "zijn overtuiging dat geweldsmisdrijven alleen kunnen worden verminderd door gevangenissen uit te breiden om recidive daders op te sluiten". Tezelfdertijd beschreven verslaggevers hem voortdurend als een welwillend iemand met 'droge zelfspot'".

### Vervolg carrière
Na zijn ambtsperiode op het departement van Justitie was Barr meer dan 14 jaar werkzaam als senior bedrijfskundige en jurist. Hij wist daarbij voor enkele (gefuseerde) bedrijven in de communicatie- en telefoniesector met succes bij verschillende federale Hoven van Beroep en bij het Hooggerechtshof deregulering van beknellende regels te realiseren.

### Virginia
In zijn geadopteerde thuisstaat Virginia, werd hij in 1994 door toenmalig gouverneur George Allen benoemd tot duovoorzitter van een commissie voor de hervorming van het strafrechtsysteem en voor het afschaffen van de 'vrijlating op borgtocht' in deze staat. Van 1997 tot 2005 was hij bestuurslid van de Board of Visitors of the College of William & Mary in Williamsburg (Virginia).

### Presidentsverkiezing 2016
Barr meende dat de oproepen van de toenmalige Republikeinse kandidaat Donald Trump om onderzoek te doen naar de Democratische presidentskandidaat Hillary Clinton terecht waren. Hij zei tegen The New York Times: "er is inherent niets verkeerd met een president die om een onderzoek vraagt. Hoewel een onderzoek niet zou moeten worden gelanceerd, juist omdat een president dat wil, is de uiteindelijke vraag of de zaak zelf onderzoek verlangt".
In hetzelfde Times-artikel voegde Barr toe dat een onderzoek naar de Uranium One-kwestie urgenter was dan het nagaan of Trump samenspande met Rusland: "Deze kwesties worden niet tot het uiterste voortgezet, het departement neemt onvoldoende zijn verantwoordelijkheid." Elders meende Barr: "Ik denk ook niet dat al dat gedoe over het opsluiten van Hillary Clinton in de gevangenis of het ijlings concluderen dat zij vervolgd zou moeten worden terecht is. Wel denk ik dat er zaken zijn die onderzocht zouden moeten worden. En dat die nog niet zijn onderzocht.

### Minister van Justitie (vanaf 2019)
Op 6 december 2018 werd bekend dat president Donald Trump overwoog William Barr voor te dragen als nieuwe minister van Justitie, als opvolger van Jeff Sessions, die op 7 november op verzoek van de president ontslag nam. Op dezelfde dag wees president Trump stafchef Matthew Whitaker aan als interim-minister van Justitie. Vanwege de tijdelijke aard behoefde Whitakers aanstelling geen bevestiging door de Senaat. De keuze van Whitaker leidde tot veel controverse, omdat deze de formele supervisie over het onderzoek van de speciale aanklager Robert Mueller naar de vermeende connectie tussen de Trump-campagne en Rusland, in formele zin overnam van onderminister Rod Rosenstein.
Barr is publiekelijk kritisch geweest over het onderzoek van speciale aanklager Robert Mueller. In 2017 laakte hij dat Mueller aanklagers aantrok die Democratische politici hadden bijgestaan, omdat Muellers team volgens hem evenwichtiger zou moeten zijn. Verder karakteriseerde hij het onderzoek naar de belemmering van de rechtsgang als "stompzinnig", en dat het ging lijken op een politieke operatie, die er uitsluitend op gericht was om de president omver te werpen.
In juni 2018 stuurde Barr een ongevraagde memo van 20 pagina's aan onderminister Rod Rosenstein, stellend dat de benadering door de speciale aanklager van potentiële belemmering van de rechtsgang door Trump "volstrekt onjuist" was en dat hij op basis van kennis van zaken kon oordelen dat gewraakte handelingen binnen de presidentiële bevoegdheid vielen. De dag nadat het bestaan van het memo bekend werd, verklaarde Rosenstein: "onze beslissingen berusten op kennis van de actuele feiten van de zaak, waarvan Mr. Barr geen kennis heeft". In een brief van 14 januari 2019 aan Senator Lindsey Graham, onthulde Barr dat hij de memo had gestuurd en had besproken met diverse juristen van het Witte Huis en advocaten van Trump.
De benoeming van Barr (voor de tweede keer) tot minister van Justitie werd op 14 februari 2019 bevestigd door de Senaat. Hij werd dezelfde dag beëdigd.

#### Mueller-onderzoek
In maart 2019 gaf Robert Mueller aan dat het rapport van zijn onderzoek naar Russische inmenging tijdens de presidentsverkiezing van 2016 en de belemmering van de rechtsgang door Donald Trump klaar was. Vervolgens werd het aan Barr geleverd, die als minister moest beoordelen en mocht bepalen wat ermee gebeurde. Barr openbaarde daarna eerst een korte samenvatting van het rapport, dat werd gevolgd door een geredigeerde versie in april 2019. Uit deze laatste versie valt op te maken dat er geen bewijs is gevonden voor Russische inmenging bij de presidentsverkiezing van 2016, maar dat Trump herhaaldelijk pogingen deed om het onderzoek van Mueller te dwarsbomen. Barr heeft al aangegeven dat hij vindt dat hierbij geen kwade opzet speelde en dat de president niet vervolgd zal worden. Mueller laat in zijn rapport in het midden of Trump de rechtsgang heeft belemmerd. Het Amerikaanse Congres is nu aan zet.

#### Claim bespioneren Trump-campagne door FBI
In april 2019 riep Barr controverse op door te zeggen dat hij denkt dat er "spionage had plaats gevonden" tegen de  presidentiele campagne van Trump in 2016. De opmerking echode niet hard gemaakte claims, door Trump en zijn supporters, dat de campagne van Trump oneerlijk op de korrel was genomen en bespioneerd werd door de FBI; Trump omschreef het als een "coup-poging".
Er is geen bewijs dat regeringsfunctionarissen betrokken waren bij "bespioneren" van de Trump campagne. Barr zei later dat hij er niet zeker van was welke spionage had plaats gehad en hij maakte niet duidelijk wat hij met "spionage" had bedoeld. Ook zei hij dat hij geen bewijzen had van kwaadwillig handelen. Democraten bekritiseerden Barrs bewering als "opruiend", stellend dat deze was bedoeld om Trump te behagen en dat de bewering geloofwaardigheid ontbeerde gelet op Barrs onterechte interpretatie van het Mueller rapport in maart 2019. Barr zei dat hij dacht dat er "helemaal geen ongunstige connotatie" was voor de term "spioneren". Op dat moment verklaarde Barr, zou hij geen onderzoek gelasten naar de drijfveren van het FBI-onderzoek naar de Russische beïnvloeding van de presidentsverkiezing 2016.
FBI-functionarissen wezen Barrs claims over spioneren af. FBI-directeur Christopher Wray zei dat hem niets bekend was van welke onwettig toezicht, machtsmisbruik  of spionage dan ook door de FBI. Vervolgens retweette Trump een extreemrechts kopstuk, die beweerde dat de FBI geen leiderschap" bezat en "dezelfde bende aan het beschermen was, die de president in een onwettige coupe probeerde te overvallen ". Trump zei dat Wrays verklaring "belachelijk" was. Voormalig FBI-directeur James Comey sprak Barr tegen, zeggend: "De FBI spioneert niet, de FBI doet onderzoek".
In mei 2019, beweerde Barr: "Er werd bevoegdheid van de overheid gebruikt om Amerikaanse burgers te bespioneren". Barr benoemde niet de specifieke handelingen voorafgaand aan de verkiezingen van 2016, die hij als spioneren beschouwt. Na het uitzenden van enkele van Barrs uitlatingen, beweerde Fox and Friends-presentator Steve Doocy, een Trumpsupporter, valselijk FISA was designed "dat de Verenigde Staten toezicht zou kunnen houden op mensen in andere landen en dat het verontrustende is als zij de wetten toepassen die geacht worden te dienen voor mensen uit andere landen om onwettig Amerikanen te bespioneren." Dezelfde dag zei Trump dat het overduidelijk was dat zijn campagne "was bespioneerd". Verder karakteriseerde de president het vermeende spioneren als "verraad" en riep  hij op om een  "lange gevangenisstraf" voor de daders.

#### Zaak Roger Stone
In februari 2020 bekritiseerde president Trump de strafeis (7 tot 9 jaar cel) in de rechtszaak tegen zijn vertrouweling Roger Stone die schuldig bevonden was aan liegen tegenover het Amerikaanse Congres en het beïnvloeden van een getuige tijdens het onderzoek naar Russische inmenging in de Amerikaanse verkiezingen van 2016.  Na een tweet van de president die de strafeis ‘schandalig’, ‘gruwelijk’ en ‘oneerlijk' noemde, trok het Openbaar Ministerie de eis in. De betrokken aanklagers traden daarop terug uit de zaak, een van hen diende zijn ontslag in. Vervolgens kantte minister van Justitie William Barr zich scherp tegen de bemoeienis van Trump met de zaak. Hij zei dat hij zijn werk op het ministerie niet kon doen als er constant commentaar werd geleverd dat hem ondermijnt. Hij vond dat het tweeten over rechtszaken van het ministerie van Justitie moest stoppen. Trump reageerde met de mededeling dat hij in deze rechtszaak niet was tussengekomen, maar dat hij wel het volste recht had dat te doen.
Volgens een woordvoerder had de president alle vertrouwen in zijn minister van Justitie. Volgens de Democraten in het Congres, maar ook enkele Republikeinen, was Barr wel degelijk voor de kritiek van de president geweken. Het ministerie van Justitie liet weten dat de beslissing de strafeis terug te draaien al genomen was voor de tweet van de president uitkwam
Op 16 februari 2020 riepen meer dan 1100 voormalige juristen en aanklagers van het Amerikaanse ministerie van Justitie met een petitie op tot het vertrek minister William Barr. De ondertekenaars vinden het onacceptabel dat Barr de eis in de zaak tegen Roger Stone bijstelde. Barr had zich volgens de petitie wel beklaagd over Trump, maar hij werkte wel mee. De oud-medewerkers van het ministerie van Justitie vinden dit politieke inmenging van Barr. ‘Barrs acties om de persoonlijke klusjes van de President op te knappen spreken helaas luider dan zijn woorden’, aldus hun open brief waarin Barr wordt aangespoord op te stappen. Ook roepen ze alle huidige medewerkers van Justitie op om gevallen van politieke inmenging en andere misstanden binnen het ministerie te melden.

#### Ontslag
Op 15 december 2020 heeft Trump via Twitter het afscheid van William Barr als minister aangekondigd. Nog voor de kerst zal hij daadwerkelijk vertrekken en hij wordt vervangen door Jeff Rosen als waarnemend minister. Barr was een trouwe bondgenoot van Trump en zaaide voorafgaand aan de presidentsverkiezingen van 2020 twijfel over de betrouwbaarheid van poststemmen. Begin december zei hij in een interview dat zijn departement ondanks uitgebreid onderzoek geen grootscheepse verkiezingsfraude had ontdekt.

## Privé
Barr en zijn vrouw Christine trouwden in 1973. Sinds 2018 werkt Barrs dochter Mary Daly op het federale departement van Justitie. Zij functioneert als ambtelijke sleutelfiguur van het kabinet-Trump voor de drugscrisis. Barr is Rooms-Katholiek.
Barr is een fervent doedelzakspeler; hij begon hiermee toen hij acht was en speelde op wedstrijdniveau mee in Schotland met een prominente Amerikaanse band. Barr was ook lid van de City of Washington Pipe Band.
- Gemeinsame Normdatei: 1178147312
- International Standard Name Identifier: 0000 0000 5032 5250
- Library of Congress Control Number: no92015764
- National Archives and Records Administration: 10574607
- Virtual International Authority File: 2034913
- WorldCat: E39PBJfh6ppjcwqGBrBVbyQ8YP